# Hypsiboas paranaiba
Espèce
Hypsiboas paranaiba est une espèce d'amphibiens de la famille des Hylidae.

## Répartition
Cette espèce est endémique du Minas Gerais au Brésil. Elle se rencontre dans les municipalités d'Araguari et d'Ituiutaba.

## Publication originale
- Carvalho, Giaretta & Facure, 2010 : A new species of Hypsiboas Wagler (Anura: Hylidae) closely related to H. multifasciatus Günther from southeastern Brazil. Zootaxa, no 2521, p. 37-52.